# 温又柔
温 又柔（おん ゆうじゅう、Wen Yourou、1980年5月14日- ）は、日本の小説家。

## 経歴
台湾・台北市生まれで、3歳より東京都で育つ。両親は台湾人。
日本語、台湾語、中国語の飛び交う家庭に育ち、創作は日本語で行う。日本語は外国語ではないが、母語とも国語とも母国語とも言い切れない。
東京都立飛鳥高等学校、法政大学国際文化学部卒業、同大学院国際文化専攻修士課程修了。学部では川村湊、大学院ではリービ英雄のゼミに所属。
2009年、「好去好来歌」で第33回すばる文学賞佳作を受賞し、作家デビュー。
2013年、管啓次郎、小野正嗣、木村友祐とともに高山明演出の演劇プロジェクト「東京ヘテロトピア」に参加し、東京のアジア系住民の物語を執筆した。
2016年、『台湾生まれ 日本語育ち』で第64回日本エッセイスト・クラブ賞受賞。
2017年、「真ん中の子どもたち」で第157回芥川龍之介賞候補。2019年、文化庁長官表彰。2020年、『魯肉飯のさえずり』で第37回織田作之助賞受賞。2022年、「祝宴」で第44回野間文芸新人賞候補。

## 人物
好きなものは、ドラえもん、THE YELLOW MONKEY、水餃子。

## 著作

### 単著

#### 小説
- 『来福の家』（集英社、2011年1月 / 白水Uブックス、2016年9月）
  - 「好去好来歌」 - 『すばる』2009年11月号
  - 「来福の家」 - 『すばる』2010年6月号
- 『真ん中の子どもたち』（集英社、2017年7月）
  - 初出:『すばる』2017年4月号
- 『空港時光』（河出書房新社、2018年6月）
  - 初出:『文藝』2017年冬季号
- 『魯肉飯のさえずり』（中央公論新社、2020年8月 / 中公文庫、2023年8月）
  - 初出:『アンデル 小さな文芸誌』2018年6月号 - 12月号
- 『永遠年軽』（講談社、2022年10月）
  - 「永遠年軽」 - 『群像』2021年12月号
  - 「誇り」 - 『すばる』2018年12月号
  - 「おりこうさん」 - 『早稲田文学増刊号 家族』2022年3月
- 『祝宴』（新潮社、2022年11月）
  - 初出:『新潮』2022年5月号
- 『恋恋往時』（集英社、2025年5月）
  - 「二匹の虎」 - 『すばる』2023年12月号
  - 「被写体の幸福」 - 『GRANTA JAPAN with 早稲田文学』03（2016年2月）
  - 「君の代と国々の歌」 - 『文藝』2019年夏季号
  - 「恋恋往時」 - 書き下ろし

#### その他
- 『たった一つの、私のものではない名前 my dear country』（葉っぱの坑夫、2009年7月） - ZINE
- 『台湾生まれ 日本語育ち』（白水社、2015年12月 / 白水Uブックス、2018年9月）
- 『「国語」から旅立って』（新曜社、2019年5月）
- 『私のものではない国で』（中央公論新社、2023年2月）

### 共著
- 『とっておきの上海』温又柔とワクワク観光隊（彩図社、2003年2月）
- 『本にまつわる世界のことば』（斎藤真理子ほか、創元社、2019年5月）
- 『私とあなたのあいだ いま、この国で生きるということ』（木村友祐との共著、明石書店、2020年11月）
- 『鉄道小説』（乗代雄介ほか、交通新聞社、2022年10月）
- 『ゆれるマナー』（青山七恵ほか、中央公論新社、2024年3月）
- 『ロイヤルホストで夜まで語りたい』（朝日新聞出版編、朝日新聞出版、2025年1月）

### 編著
- 李良枝『李良枝セレクション』（白水社、2022年9月）

### 単行本未収録作品
- 「母のくに」（『すばる』2011年3月号）
- 「きょうの花婿」（『小説トリッパー』2025年夏季号）